# Psittacosaurus lujiatunensis
Psittacosaurus lujiatunensis (gr. "lagarto con pico de loro de Lujiatun") es una especie del género extinto Psittacosaurus  es un género de dinosaurios ceratopsianos psitacosáuridos, que vivió a mediados del período Cretácico, hace unos 129 a 122 millones de años, desde el Barremiense hasta el Aptiense, en lo que hoy es Asia. Ha sido la especie más recientemente descrita, nombrada en el 2006 por el paleontólogo chino Zhou Chang-Fu y 3 colegas. Es la especie más primitiva que se conoce, basada en cuatro cráneos de las capas bajas de la Formación de Yixian de la provincia de Liaoning, cerca del pueblo de Lujiatun, China. Esta capa ha sido datada diferentemente por varios autores, de 128 millones de años en la época Barremiana, a 125 en la Aptiana.
El cráneo tipo del P. lujiatunensis alcanza los 19 cm en longitud, mientras el cráneo conocido más grande es de 20,5 cm de largo, así que esta especie era similar en tamaño al P. mongoliensis y P. sibiricus. Hay una fossa en frente del ojo, como en el P. mongoliensis. Los huesos yugales sobresalen ampliamente hacia fuera, haciendo el cráneo más amplio que largo, al igual que en el P. sinensis. Yugales "erupcionados" son también hallados en el P. sibiricus. El P. lujiatunensis carece de los "cuernos" postorbitales vistos en esas dos especies. Total, se supone que esta especie exhibe varias características primitivas en comparación a otras especies del Psittacosaurus, la cual es consistente con su edad geológica más antigua.